# Rockstar (canção de Nickelback)
"Rockstar" é uma canção da banda canadense de post-grunge e hard rock Nickelback, lançada em seu quinto álbum de estúdio All the Right Reasons, de 2005. Foi lançado em 22 de agosto na Colúmbia Britânica, como um single, e re-lançada em 2007 nos Estados Unidos.

## Tabelas musicais
| Paradas (2006–2021)                                     | Melhor positção |
| ------------------------------------------------------- | --------------- |
| Australian Physical Singles (ARIA)                      | 60              |
| Áustria (Ö3 Austria Top 75)                             | 5               |
| Bélgica (Ultratip Bubbling Under de Flandres)           | 23              |
| Canadá (Canadian Hot 100)                               | 39              |
| Canadá (Billboard CHR/Top 40)                           | 14              |
| Canadá (Billboard Hot AC)                               | 14              |
| Canadá (Billboard Rock)                                 | 9               |
| República Checa (Rádio Top 100)                         | 17              |
| Dinamarca (Hitlisten)                                   | 32              |
| Europe (Eurochart Hot 100)                              | 7               |
| Alemanha (Offizielle Deutsche Charts)                   | 23              |
| Germany (Airplay Chart)                                 | 1               |
| Hungria (Rádiós Top 40)                                 | 5               |
| Irlanda (IRMA)                                          | 2               |
| Países Baixos (Dutch Top 40)                            | 25              |
| Países Baixos (Single Top 100)                          | 14              |
| Eslováquia (Rádio Top 100)                              | 28              |
| Suécia (Sverigetopplistan)                              | 10              |
| Suíça (Schweizer Hitparade)                             | 14              |
| Reino Unido (UK Singles Chart)                          | 2               |
| Reino Unido (Singles Downloads Chart)                   | 1               |
| Reino Unido (OCC UK Rock and Metal)                     | 1               |
| Estados Unidos (Billboard Hot 100)                      | 6               |
| Estados Unidos (Billboard Adult Top 40)                 | 6               |
| Estados Unidos (Billboard Mainstream Rock)              | 4               |
| Estados Unidos (Billboard Mainstream Top 40)            | 6               |
| Estados Unidos (Billboard Hot Rock & Alternative Songs) | 24              |

## Ver Também
- "Savin' Me"